# John H. Sununu

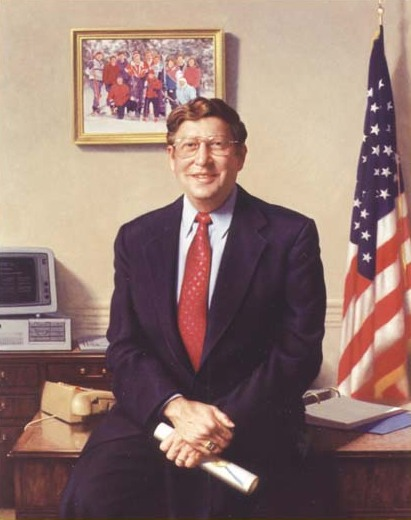
John H. Sununu

John Henry Sununu (* 2. Juli 1939 in Havanna) ist ein US-amerikanischer Politiker und Mitglied der Republikanischen Partei. Sununu war von 1983 bis 1989 Gouverneur von New Hampshire. Von 1989 bis 1991 war er Stabschef des Weißen Hauses.

## Frühe Jahre
John Sununu studierte am Massachusetts Institute of Technology (MIT) unter anderem Maschinenbau. Auf diesem Gebiet legte er im Jahr 1966 sein Examen ab. Danach unterrichtete er bis 1968 selbst dieses Fach an der Tufts University in Medford. Bis 1973 brachte er es an dieser Universität bis zum stellvertretenden Dekan. Von 1973 bis zu seiner Wahl zum Gouverneur seines Staates war er Präsident der JHS Engineering Company and Thermal Research, Inc.

## Politischer Aufstieg und Gouverneur von New Hampshire
Sununu wurde Mitglied der Republikanischen Partei. Von 1973 bis 1974 war Abgeordneter im Repräsentantenhaus von New Hampshire. Im Jahr 1982 wurde er als Kandidat seiner Partei gegen den demokratischen Amtsinhaber Hugh Gallen zum neuen Gouverneur seines Staates gewählt. John Sununu trat sein neues Amt am 6. Januar 1983 an. Nachdem er in den Jahren 1984 und 1986 jeweils in seinem Amt bestätigt worden war, konnte er bis zum 4. Januar 1989 in diesem Amt bleiben. In dieser Zeit erwarb er sich sowohl regionale als auch bundesweite Anerkennung. Er wurde Mitglied zahlreicher Gouverneursvereinigungen. Unter anderem war er Vorsitzender der National Governors Association und der Vereinigung der Republikanischen Gouverneure.
Sununu war und ist eher konservativ eingestellt. Er trat für den Ausbau der Atomenergie ein und lehnte neue Steuern für New Hampshire ab. Diese Positionen vertritt er noch heute. Im Jahr 1988 erregte er Aufsehen, als er sich als einziger Gouverneur aller US-amerikanischen Staaten nicht gegen eine Resolution der UNO aussprach, die den Zionismus als Rassismus bezeichnete. Später revidierte der Gouverneur seine Haltung in dieser Frage zu Gunsten Israels.

## Stabschef im Weißen Haus und weiterer Lebenslauf

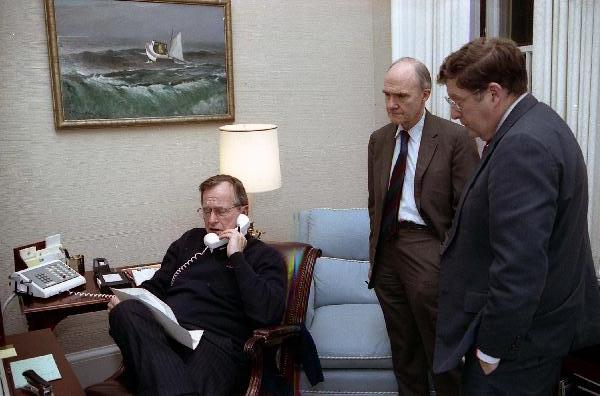
John Sununu mit Präsident Bush (links) und Sicherheitsberater Brent Scowcroft.

Nach dem Ende seiner Gouverneurszeit wurde John Sununu von Präsident George Bush zu dessen Stabschef berufen. Dieses Amt übte er von 1989 bis 1991 aus. Als Gerüchte auftauchten, er habe Regierungsgelder für Privatreisen missbraucht, trat er 1991 von diesem Posten zurück; sein Nachfolger wurde Samuel Skinner. Später zahlte er einen kleinen Teil der ihm vorgeworfenen Privatkosten an den Staat zurück.
In dem Buch Losing Earth: The Decade We Almost Stopped Climate Change des Journalisten Nathaniel Rich wird berichtet, dass Sununu in seiner Rolle als Stabschef im November 1989 die Unterzeichnung eines Abkommens von 67 Staaten verhinderte, das zum Ziel gehabt hätte, die CO2-Emission bis 2005 um 20 Prozent zu reduzieren. Weiterhin wird beschrieben, wie er eine führende Rolle dabei spielte, in der Öffentlichkeit eine Verunsicherung über die Globale Erwärmung zu erzeugen, um sie so von einer dringenden, überparteilichen und unbestrittenen Tatsache in eine politische Frage zu verwandeln.
Heute ist er weiter geschäftlich als Präsident der JHS Associates Ltd und Partner einer privaten Finanzfirma aktiv. Er ist auch Kurator der George H. W. Bush Presidential Library Foundation. John Sununu ist mit Nancy Hayes verheiratet, mit der er acht Kinder hat. Unter ihnen ist der 1964 geborene John E. Sununu, der den Staat New Hampshire zwischen dem 7. Januar 2003 und dem 3. Januar 2009 im US-Senat vertrat, sowie der 1974 geborene Chris Sununu, der am 8. November 2016 die Gouverneurswahlen in New Hampshire gewann.